# Stichting DE-III

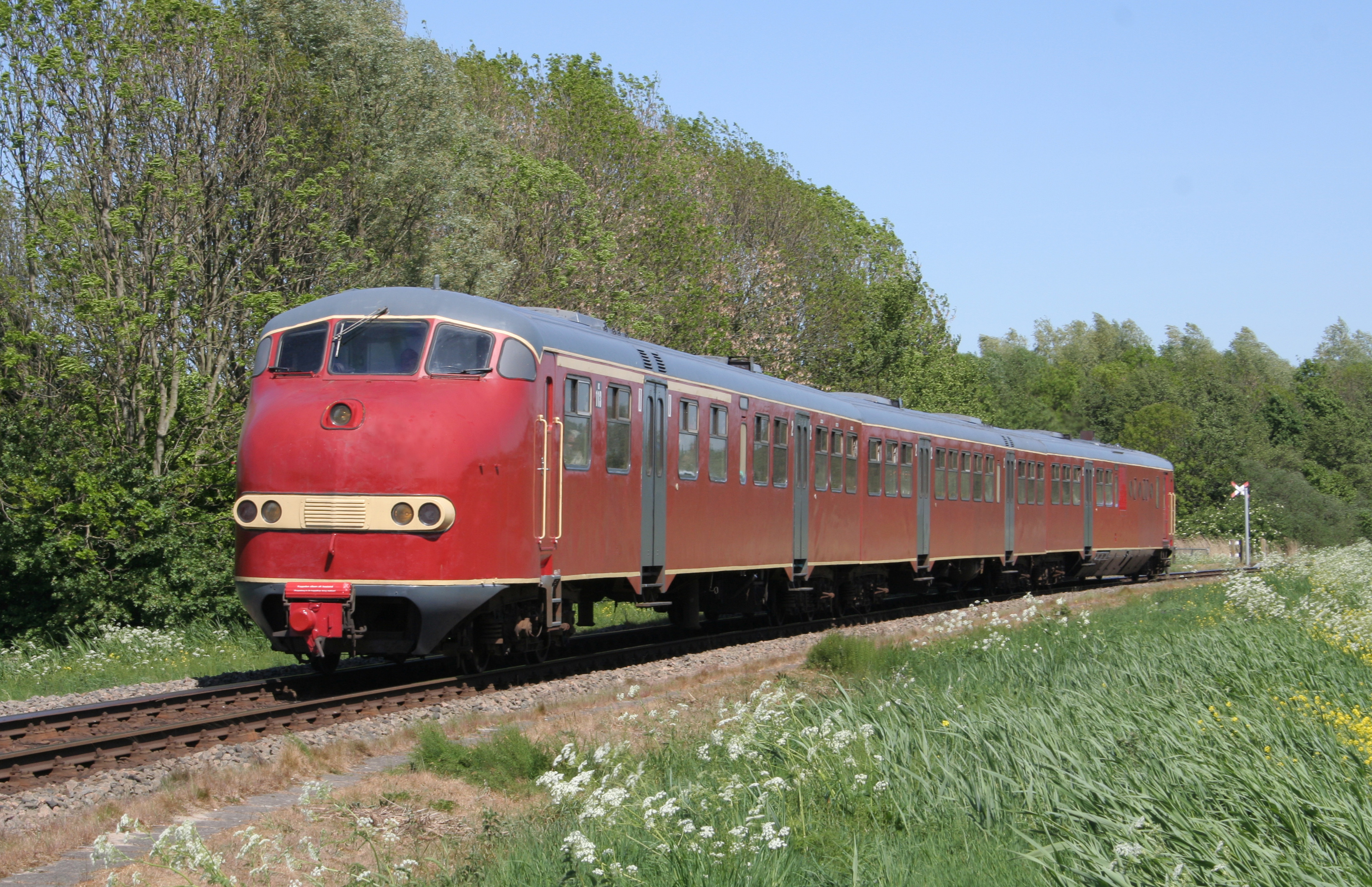
Treinstel 113 (zusje van de 115) van de HIJSM onderweg voor een excursierit te Moerdijk in 2007.

De Stichting DE-III is in 2010 opgericht voor het behoud van een driewagendieseltreinstel van het type Plan U, ook bekend als DE3 of 'Rode Duivel'.
Treinstel NS 115 uit de serie 111-152 werd in 2010 overgenomen van de HIJSM te Haarlem die haar activiteiten staakte, nadat haar materieel door vandalen was beschadigd.
De HIJSM kon het niet meer opbrengen om de treinstellen op te knappen, en deze zijn daarna bij andere stichtingen ondergebracht.
Het herstelwerk werd vervolgens in Amersfoort uitgevoerd. Het treinstel is inmiddels weer rijvaardig en vervolgens werd ook het interieur hersteld. Ook is het treinstel inmiddels (opnieuw) rood geschilderd, zoals in de jaren zestig. In maart 2014 was het treinstel gereed voor reizigersvervoer en op 5 april maakte het de eerste rit met passagiers. Na 2014 heeft het treinstel niet meer gereden.
Op 1 december 2019 is de stichting opgeheven. Het treinstel en de begeleidingswagen zijn aan andere partijen overgedragen. Treinstel 115 is in 2020 naar Stichting 2454 CREW gegaan, waar het onderdelen zal leveren aan treinstel 151.